# Старосілля (Волгоградська область)
Старосілля (рос. Староселье) — село у Михайлівському районі Волгоградської області Російської Федерації.
Населення становить 1001 особу. Входить до складу муніципального утворення Безим'янська сільська рада Михайлівського міського округу.

## Історія
Село розташоване у межах українського історичного та культурного регіону Жовтий Клин.
Згідно із законом від 28 червня 2012 року № 65-ОД органом місцевого самоврядування є відділ сільської території Безим'янська сільська рада Михайлівського міського округу.

## Населення
| 2010 |
| ---- |
| 1001 |